# Giro del Belvedere 2022
Il Giro del Belvedere 2022, ottantatreesima edizione della corsa, valido come evento dell'UCI Europe Tour 2022 categoria 1.2U, si è svolto il 18 aprile 2022 su un percorso di 166,2 km, con partenza ed arrivo a Villa di Villa, in Italia. La vittoria fu appannaggio del francese Romain Grégoire, il quale completò il percorso in 3h56'14", alla media di 42,213 km/h, precedendo l'italiano Federico Guzzo ed il norvegese Per Strand Hagenes.
Sul traguardo di Villa di Villa 110 ciclisti, su 175 partenti, portarono a termine la competizione.

## Squadre e corridori partecipanti
| N.    | Cod. | Squadra                            |
| ----- | ---- | ---------------------------------- |
| 1-5   | CPK  | Team Colpack Ballan                |
| 6-10  | GAL  | Gallina Ecotek Lucchini Colosio    |
| 11-15 |      | Casillo-Petroli Firenze-Hopplà     |
| 16-20 | ZEF  | Zalf Euromobil Fior                |
| 21-25 | CTF  | Cycling Team Friuli                |
| 26-30 | CAR  | Carnovali-Rime                     |
| 31-35 |      | Solme-Imesa-Olmo                   |
| 36-40 | GEF  | General Store-Essegibi-F.lli Curia |
| 41-45 |      | Team Gaiaplast Bibanese            |
| 46-50 | BIE  | Biesse Carrera                     |
| 51-55 |      | Mastromarco Sensi Nibali           |
| 56-60 | IWM  | Work Service Vitalcare Vega        |
| 61-65 |      | Campana Imballaggi                 |
| 66-70 |      | U.C. Trevigiani                    |
| 71-75 | T4Q  | Team Qhubeka                       |
| 76-80 |      | Aran Cucine Vejus                  |
| 81-85 | BCF  | Bardiani-CSF-Faizanè               |
| 86-90 |      | AG2R Citroën U23 Team              |

| N.      | Cod. | Squadra                          |
| ------- | ---- | -------------------------------- |
| 91-95   | AQD  | Astana Qazaqstan DT              |
| 96-100  | BPC  | BHS-PL Beton Bornholm            |
| 101-105 | CTA  | Colombia Tierra de Atletas       |
| 106-110 |      | Eolo-Kometa U23                  |
| 111-115 | CGF  | Equipe continentale Groupama-FDJ |
| 116-120 | EGU  | Eurocar Grawe Ukraine            |
| 121-124 |      | Holdsworth Zappi Team            |
| 126-130 | ICA  | Israel Cycling Academy           |
| 131-135 | JVD  | Jumbo-Visma Development Team     |
| 136-140 | CTK  | Cycling Team Kranj               |
| 141-145 | LGS  | Ljubljana Gusto Santic           |
| 146-150 | SRA  | Swiss Racing Academy             |
| 151-155 | LKH  | Team Lotto-Kern Haus             |
| 156-160 | TND  | Team Novo Nordisk Development    |
| 161-164 | TIR  | Tirol KTM Cycling Team           |
| 166-170 |      | Wielerploeg Groot Amsterdam      |
| 171-175 | WSA  | WSA KTM Graz p/b Leomo           |

## Ordine d'arrivo (Top 10)
| Pos. | Corridore            | Squadra     | Tempo    |
| ---- | -------------------- | ----------- | -------- |
| 1    | Romain Grégoire      | Groupama C. | 3h56'14" |
| 2    | Federico Guzzo       | Zalf        | a 20"    |
| 3    | Per Strand Hagenes   | Jumbo DT    | a 23"    |
| 4    | Davide De Pretto     | Zalf        | a 50"    |
| 5    | Anders Foldager      | Biesse      | s.t.     |
| 6    | Alessandro Pinarello | Bardiani    | s.t.     |
| 7    | Lorenzo Germani      | Groupama C. | s.t.     |
| 8    | Fernando Tercero     | Eolo U23    | s.t.     |
| 9    | Germán Dario Gómez   | Colombia    | s.t.     |
| 10   | Pierre-Pascal Keup   | Lotto-Kern  | a 1'20"  |